# Coluber
A Coluber a hüllők (Reptilia) osztályának pikkelyes hüllők (Squamata) rendjébe, ezen belül a siklófélék (Colubridae) családjába tartozó nem.

## Rendszerezésük
A nemet Carl von Linné svéd természettudós írta le 1826-ban,  az alábbi 7 faj tartozik ide:
- Coluber anthonyi (Stejneger, 1901)
- Coluber aurigulus (Cope, 1861)
- Coluber barbouri Van Denburgh & Slevin, 1921
- Coluber bilineatus (Jan, 1863)
- kék ugrósikló (Coluber constrictor) Linnaeus, 1758
- Coluber flagellum Shaw, 1802
- Coluber fuliginosus (Cope, 1895)
- Coluber lateralis (Hallowell, 1853)
- Coluber mentovarius (A. M. C. Duméril, Bibron & A. H. A. Duméril, 1854)
- Coluber schotti (Baird and Girard, 1853)
- Coluber slevini (Lowe and Norris, 1955)
- Coluber taeniatus (Hallowell, 1852)